# Жабово (Західнопоморське воєводство)
Жабово (пол. Żabowo, нім. Groß Sabow) — село в Польщі, у гміні Новоґард Голеньовського повіту Західнопоморського воєводства.
Населення — 240 осіб (2011).
У 1975-1998 роках село належало до Щецинського воєводства.

## Демографія
Демографічна структура станом на 31 березня 2011 року:
|          | Загалом | Допрацездатний вік | Працездатний вік | Постпрацездатний вік |
| -------- | ------- | ------------------ | ---------------- | -------------------- |
| Чоловіки | 122     | 23                 | 87               | 12                   |
| Жінки    | 118     | 29                 | 66               | 23                   |
| Разом    | 240     | 52                 | 153              | 35                   |